# اللغات الأطلسية الكونغولية
اللغات الأطلسية الكونغولية هي أكبر عائلة لغوية في أفريقيا. تمتلك أنظمة مميزة لفئات الأسماء وتشكل جوهر فرضية عائلة اللغات النيجرية الكونغولية . وهي تشمل كل منطقة النيجر والكونغو باستثناء عائلة اللغات الماندية ، والدوجونية ، والإيجويدية ، والسياموية ، والكروئية ، والكاتلائية ، والرشادية (التي كانت تُصنف سابقًا على أنها لغات كردفانية )، وربما بعض أو كل عائلة اللغات الأوبانجية . تتوافق نظرية "الزنجي الغربي" التي كتبها هانز غونتر موكانوفسكي تقريبًا مع منطقة الكونغو الأطلسية الحديثة. 
في صندوق المعلومات، يتم وضع اللغات التي تبدو الأكثر اختلافًا في الأعلى.  يتم تعريف فرع اللغات الأطلسية بالمعنى الضيق (مثل اللغات السينغامبية )، في حين أن الفروع الأطلسية السابقة مثل ميل والفروع المعزولة مثل سوا وجولا وليمبا مقسمة باعتبارها فروعًا أساسية؛ يتم ذكرها بجانب بعضها البعض لأنه لا يوجد دليل منشور لتحريكها؛ فولتا الكونغو سليمة باستثناء سينوفو وكرو .
بالإضافة إلى ذلك، يدرج بحث جولدمان (2018) اللغتين النالو ولغات نهر نونيز كلغتين غير مصنفتين في منطقة النيجر والكونغو. 
هناك بعض اللغات التي لم تُوَثَّق بشكل كافٍ، مثل بايوت و بنج ، والتي قد تثبت أنها فروع إضافية.[بحاجة لمصدر]
1. ↑  Nordhoff، Sebastian؛ Hammarström، Harald؛ Forkel، Robert؛ Haspelmath، Martin، المحررون (2013). "أطلسية كونغولية". غلوتولوغ. Leipzig: Max Planck Institute for Evolutionary Anthropology. {{استشهاد بكتاب}}: الوسيط |إظهار المحررين=4 غير صالح (مساعدة)، تجاهل المحلل الوسيط |chapterurl= لأنه غير معروف، ويقترح استخدام |مسار الفصل= (مساعدة)، وروابط خارجية في |chapterurl= (مساعدة)
2. ↑  Mukarovsky، Hans. A study of Western Nigritic. Wien: Institut für Ägyptologie und Afrikanistik, Universität Wien. OCLC:21527702.
3. ↑  Blench، Roger. "Niger-Congo: an alternative view" (PDF). مؤرشف من الأصل (PDF) في 2023-04-05.
4. ↑  Güldemann، Tom (2018). "Historical linguistics and genealogical language classification in Africa". في Güldemann، Tom (المحرر). The Languages and Linguistics of Africa. The World of Linguistics series. Berlin: De Gruyter Mouton. ج. 11. ص. 58–444. DOI:10.1515/9783110421668-002. ISBN:978-3-11-042606-9. S2CID:133888593.